# Werner Rings

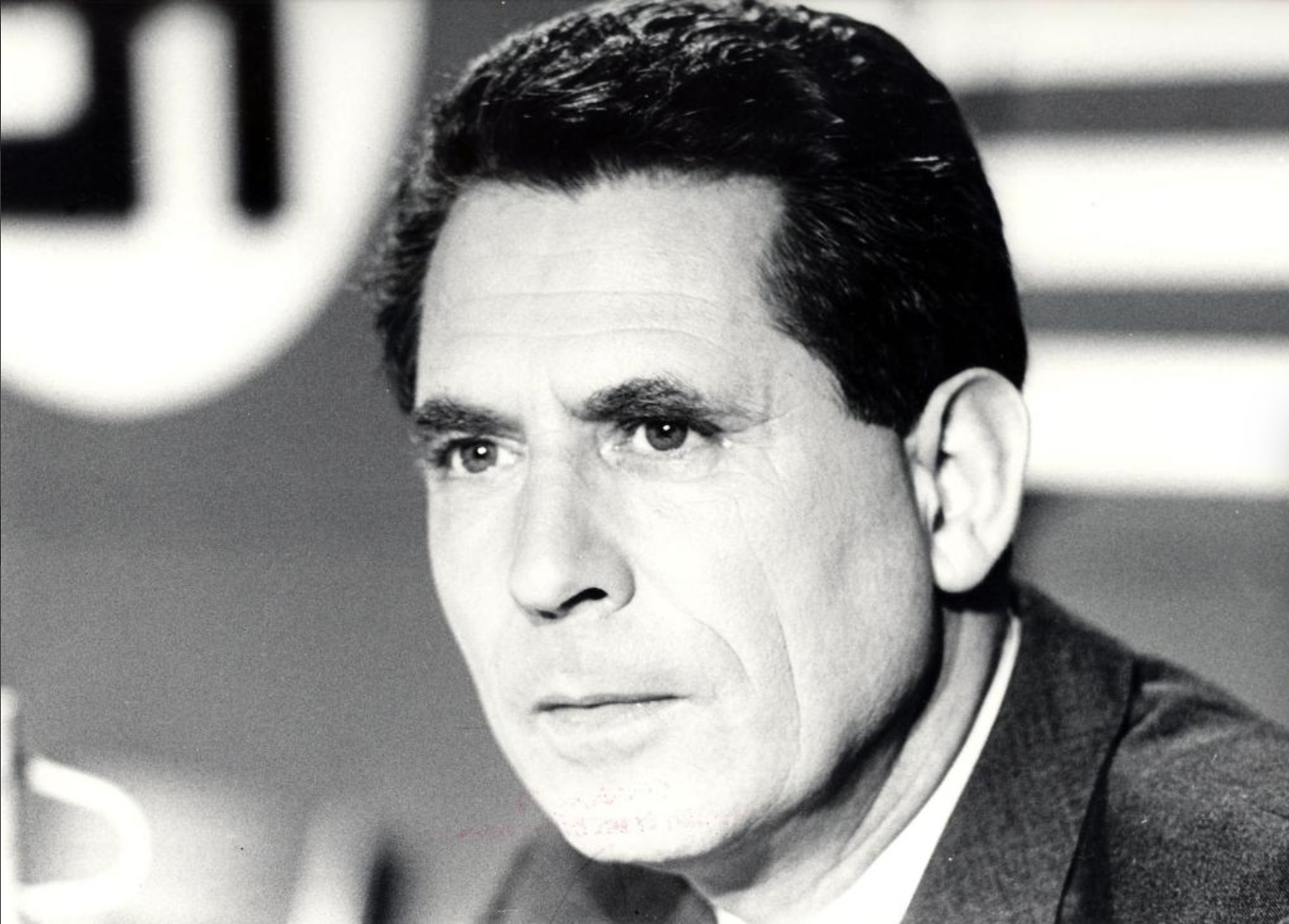
Werner Rings, 1960er Jahre

Werner Rings (geboren 19. Mai 1910 in Offenbach am Main, Deutsches Reich; gestorben 16. April 1998 in Ascona,  Schweiz) war ein deutsch-schweizerischer Fotojournalist, Historiker, Autor und Dokumentarfilmer.

## Familie
Er wurde als Sohn des römisch-katholischen deutschen Architekten und Stadtplaners Josef Rings und dessen (jüdischer) Ehefrau Mathilde „Tilly“ Menkel (geb. 25. Oktober 1886 in Honnef; gest. 7. Juli 1942 in Köln) geboren. Sein Vater war ein aktives Mitglied der Sozialdemokratischen Partei Deutschlands.
Im Jahr 1934 heiratete der 24-jährige Werner Rings die knapp zweieinhalb Jahre ältere Charlotte Griess (geboren am 13. Dezember 1907), jüdischer Herkunft.
Nach der Scheidung seiner ersten Ehe heiratete er im Jahr 1947 die (jüdische) Berlinerin Ruth von Sacher-Masoch, geborene Schlesinger (geboren am 28. August 1909 in Berlin; gestorben 1992), Tochter des Kaufmanns Oskar Schlesinger (geboren 1874 in Antonienhütte, Oberschlesien; gestorben am 18. Dezember 1936 in Berlin) und dessen Ehefrau Meta, geborene Adam (geboren am 9. Februar 1880 in Schrimm, Provinz Posen; ermordet am 8. September 1942 im Ghetto Riga, Reichskommissariat Ostland), die zuvor (1930 bis 1946) mit dem Chemiker, Schriftsteller und Übersetzer Alexander von Sacher-Masoch verheiratet gewesen war und aus dieser Ehe eine Tochter namens Barbara von Sacher-Masoch (geboren am 18. November 1930 in Berlin) hatte.

## Schule und Studium

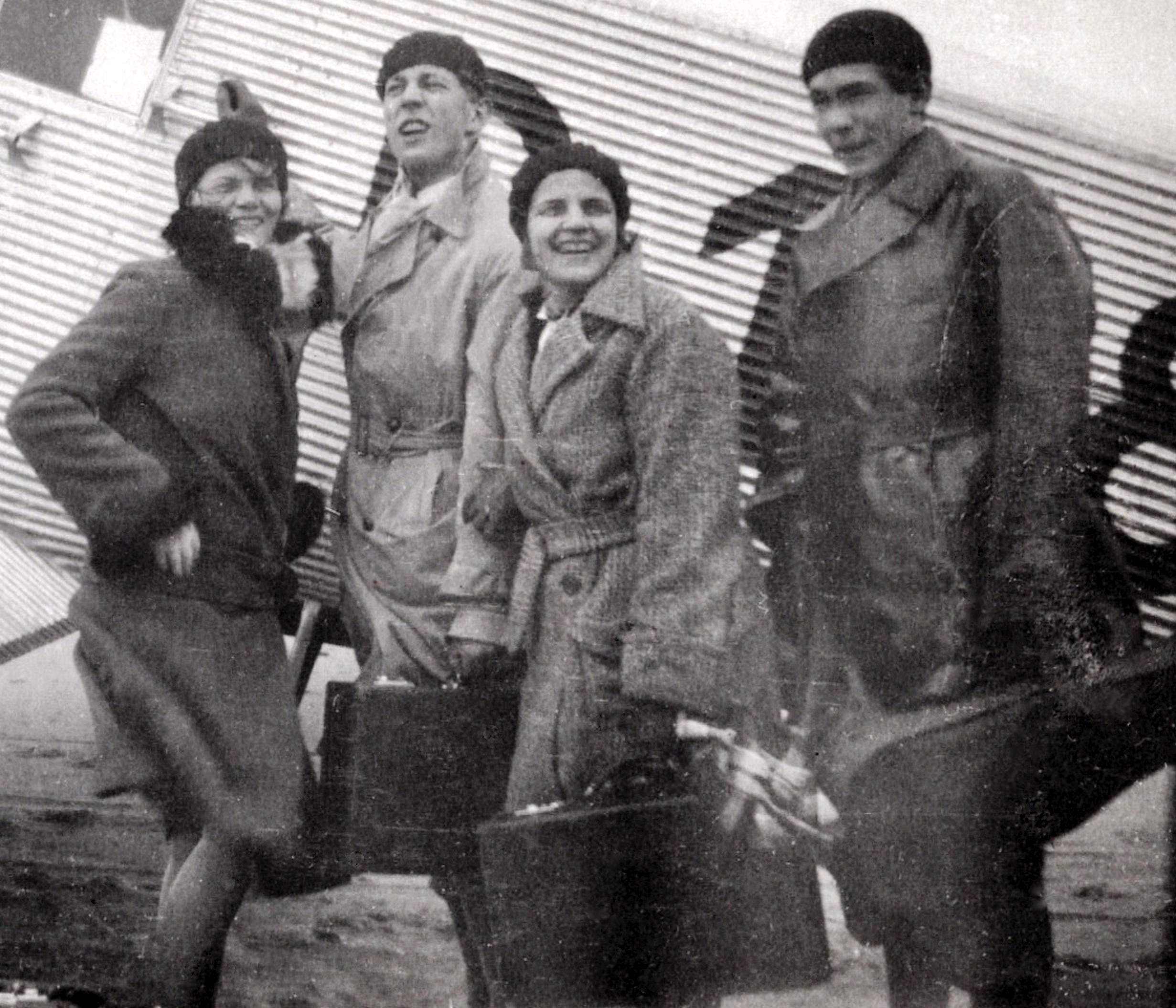
Von links: die Abiturienten Jolanda von Tettau (1912–2005), Hubert Kelter, Susanne Zimmer (* 1909) und Werner Rings vor einer für die mündliche Reifeprüfung in Wilhelmshaven gecharterten Junkers F 13. Zwei der Abiturienten fehlen auf dem Foto, Ove Skafte Rasmussen und Eva de Marcos (* 1910), März 1929.

Werner Rings besuchte zunächst das Reformrealgymnasium in Essen (heute: Goetheschule Essen), bevor er am 21. April 1926 in die Untersekunda (UII, Jahrgangsstufe 10) des von Martin Luserke geleiteten reformpädagogischen Landerziehungsheims Schule am Meer auf die ostfriesische Insel Juist wechselte, eine zwischen Wattenmeer und Nordsee gelegene schmale Sandbank. Dort war er als konfessioneller Dissident verzeichnet.
Er bestand im März 1929 u. a. mit Hubert Kelter und Ove Skafte Rasmussen unter ausserordentlich abenteuerlichen Umständen des Eiswinters 1928/29 die Reifeprüfung (Abitur), an deren Zustandekommen auch Peter Döblin (1912–1994), ein Sohn des bekannten deutschen Schriftstellers und Psychiaters Alfred Döblin, und eine gecharterte Junkers F 13 mitwirkten.
Zum Sommersemester 1929 begann er – wohl seinem Vater zuliebe – ein Studium der Architektur, das er jedoch abbrach, als er erkannte, dass es nicht seinen wirklichen Interessen entsprach. In der Folge studierte er Philosophie, Musikwissenschaften und Soziologie an der Friedrich-Wilhelms-Universität in Berlin und an der Albert-Ludwigs-Universität in Freiburg im Breisgau. Als wissenschaftlicher Assistent am Zeitungswissenschaftlichen Institut der Ruprecht-Karls-Universität in Heidelberg befasste er sich 1932/33 mit Rundfunkforschung, bis er nach der Machtabtretung an die Nationalsozialisten aufgrund seiner teils jüdischen Herkunft relegiert wurde.

## Emigration und berufliche Entwicklung
1933 emigrierte er nach Spanien, wo er den Bürgerkrieg um Republik oder faschistische Diktatur miterlebte. Dort wirkte er als Berater und Redakteur für die republikanische Regierung und baute einen Informationsdienst auf, der analog eines Pressespiegels u. a. einen Überblick über ausländische Hörfunksendungen beinhaltete. Während des Bürgerkrieges fertigte er eine Vielzahl von Fotoreportagen.
Durch den Sieg der Falange (Faschisten) unter General Franco musste er das Land verlassen. Von 1939 bis 1942, in den ersten Jahren des Zweiten Weltkrieges, lebte er in Frankreich bzw. nach der Eroberung von Paris im unbesetzten Teil des Landes, wo er für einen Hilfsdienst der französischen Streitkräfte arbeitete, bis es für ihn auch dort zu gefährlich wurde.
1942 floh er in die Schweiz und hielt sich in Brissago im Tessin bei Anna Sara Reiner (1891–1972), die er als Witwe seines Lehrers Paul Reiner von seiner Schulzeit auf der Nordseeinsel Juist her kannte, in deren Haus Casa Reiner auf. Diese hatte u. a. zuvor bereits seinem ehemaligen Lehrer Eduard Zuckmayer Logis gewährt. Während seiner Reifeprüfung hatte er unter dessen Augen ein selbst komponiertes Stück auf der Violine vorgetragen; auf dem in diesem Artikel abgebildeten Foto trägt er das Instrument.
Die Schweizer Behörden erkannten Rings als Flüchtling an. Ende der 1940er Jahre erhielt er dort Dauerasyl; 1959 wurde er in Brissago eingebürgert.
Nach dem Krieg war Rings bis 1965 als freier (Foto-)Journalist und Autor tätig, u. a. als Europakorrespondent der Schweizer Illustrierten mit ersten Reportagen über das Nachkriegsdeutschland. Von 1947 bis 1949 fungierte er als Pressechef des Locarno Film Festivals und der Musikwochen Ascona.
Von 1965 bis 1973 war Rings beim Schweizer Fernsehen als Autor, Regisseur und Produzent zeitgeschichtlicher Sendereihen tätig: 1965/66 Advokaten des Feindes, 1973/74 Schweiz im Krieg, 1979 Kollaboration und Widerstand, 1985 Raubgold aus Deutschland. Vor der Ausstrahlung wurden Befürchtungen laut, man werde damit die Büchse der Pandora öffnen.
Seine Buchveröffentlichungen Raubgold aus Deutschland – Die «Golddrehscheibe» Schweiz im Zweiten Weltkrieg und Schweiz im Krieg 1933–1945 gelten als Standardwerke.
Rings war auch als Fotojournalist tätig. Er besass umfangreiches Bildmaterial zu Reportagen, die er zwischen 1946 und 1962 für Illustrierte verfasste. Darin thematisierte Rings vielfältige Entwicklungen in Technik, Kultur, Wirtschaft, Gesellschaft und Politik sowie ihre Auswirkungen auf das tägliche Leben des Einzelnen. Auch für seine Bücher und Dokumentarfilme (Advokaten des Feindes, Die Schweiz im Krieg u. a.) sammelte Rings entsprechendes Bildmaterial, darunter Aufnahmen zur Bedrohung der Schweiz, zum Nationalsozialismus, zum Zweiten Weltkrieg und zu weiteren zeitgeschichtlichen Themen.
Werner Rings verstarb im Alter von 87 Jahren. Sein Nachlass wird im Archiv für Zeitgeschichte der Eidgenössischen Technischen Hochschule in Zürich verwahrt.

## Werke (Auszug)
- als Mitw.: Escenas callejeras de Barcelona (= Fondo fotográfico de la Guerra Civil Española, Cataluña; Fondo fotográfico de la Guerra Civil Española, Barcelona.) OCLC 776729527.
- als Mitw.: Niños en refugios de Barcelona y provincia (= Fondo fotográfico de la Guerra Civil Española, Cataluña; Fondo fotográfico de la Guerra Civil Española, Barcelona.) OCLC 776365695.
- Construcción de refugios contra bombardeos en Barcelona (= Fondo fotográfico de la Guerra Civil Española, Cataluña; Fondo fotográfico de la Guerra Civil Española, Barcelona.) OCLC 776465389.
- Das Unglück der deutschen Intelligenz. In: Neue Schweizer Rundschau. N.F. 13 (1945), H. 8, S. 455–468, OCLC 882875193.
- Deutschland im Frühjahr 1946 – Eine Studie der wirtschaftlichen, sozialen und politischen Lage. Genossenschaftsdruckerei Zürich 1946, OCLC 861728797.
- Die Entzauberung der Politik. Europa-Verlag Zürich/New York/Wien 1947, OCLC 1185556357.
- als Hrsg.: Ein Major mit Ideen – Enthüllungen eines Meisters kleiner Kriegslisten. Econ-Verlag, Wien/Düsseldorf 1961, OCLC 73462409.
- Die 5. Wand – das Fernsehen. Econ-Verlag, Wien/Düsseldorf 1962, OCLC 252564830.
- Historia de la televisión. Zeus, Barcelona 1964, OCLC 432669939.
- Továrna na výrobu programu (= Edice Čs. televize. Sv. 20). Čs. televize, Praha 1964, OCLC 42131405.
- Advokaten des Feindes – Das Abenteuer der politischen Neutralität. Econ-Verlag, Wien/Düsseldorf 1966, OCLC 637429729.
- Dai 5 no kabe terebi. Tōkyō Sōgen Shinsha, Tōkyō 1967, OCLC 673283353.
- Schweiz im Krieg 1933–1945. Ein Bericht. Econ-Verlag, Wien/Düsseldorf 1974, ISBN 3-430-17802-9.
- La Suisse et la Guerre, 1933–1945. La menace, l’ébranlement, l’affirmation d’un petit Etat. Ex Libris, Lausanne 1975, OCLC 955349014.
- La Svizzera in guerra. Mondadori, Milano 1975, OCLC 636133188.
- Leben mit dem Feind – Anpassung und Widerstand in Hitlers Europa 1939–1945. Kindler, München 1979, ISBN 3-463-00756-8.
- Life with the enemy. Doubleday, New York City 1981, ISBN 0-385-17082-3.
- Vivre avec l’ennemi 1939–1943. Laffont, Paris 1981, ISBN 2-221-00635-6.
- Leva med fienden – Anpassing och motstånd i Hitlers Europa 1939–45. Ordfronts Förlag, Stockholm 1983, ISBN 91-7324-188-1.
- Kollaboration und Widerstand. Europa im Krieg 1939-1945. Ex Libris Verlag, Zürich 1979, OCLC 906880186.
- Leven met de vijand – Aanpassing en verzet in Hitlers Europa 1939–1945. Uitgeverij H. J. W. Becht, Amsterdam 1981, ISBN 90-230-0406-X.
- Mondscheibe Schweiz. Conzett + Huber, Zürich 1981, OCLC 826693870.
- Inkaschätze in Locarno. Conzett + Huber, Zürich 1982, OCLC 894032375.
- Raubgold aus Deutschland. Die «Golddrehscheibe» Schweiz im Zweiten Weltkrieg. Artemis, Zürich 1985, ISBN 3-7608-0658-9.

## Ehrungen
- 1973 – Premios Ondas
- 1994 – Kulturpreis  der Stadt Ascona, Tessin[1]